# O Fortuna

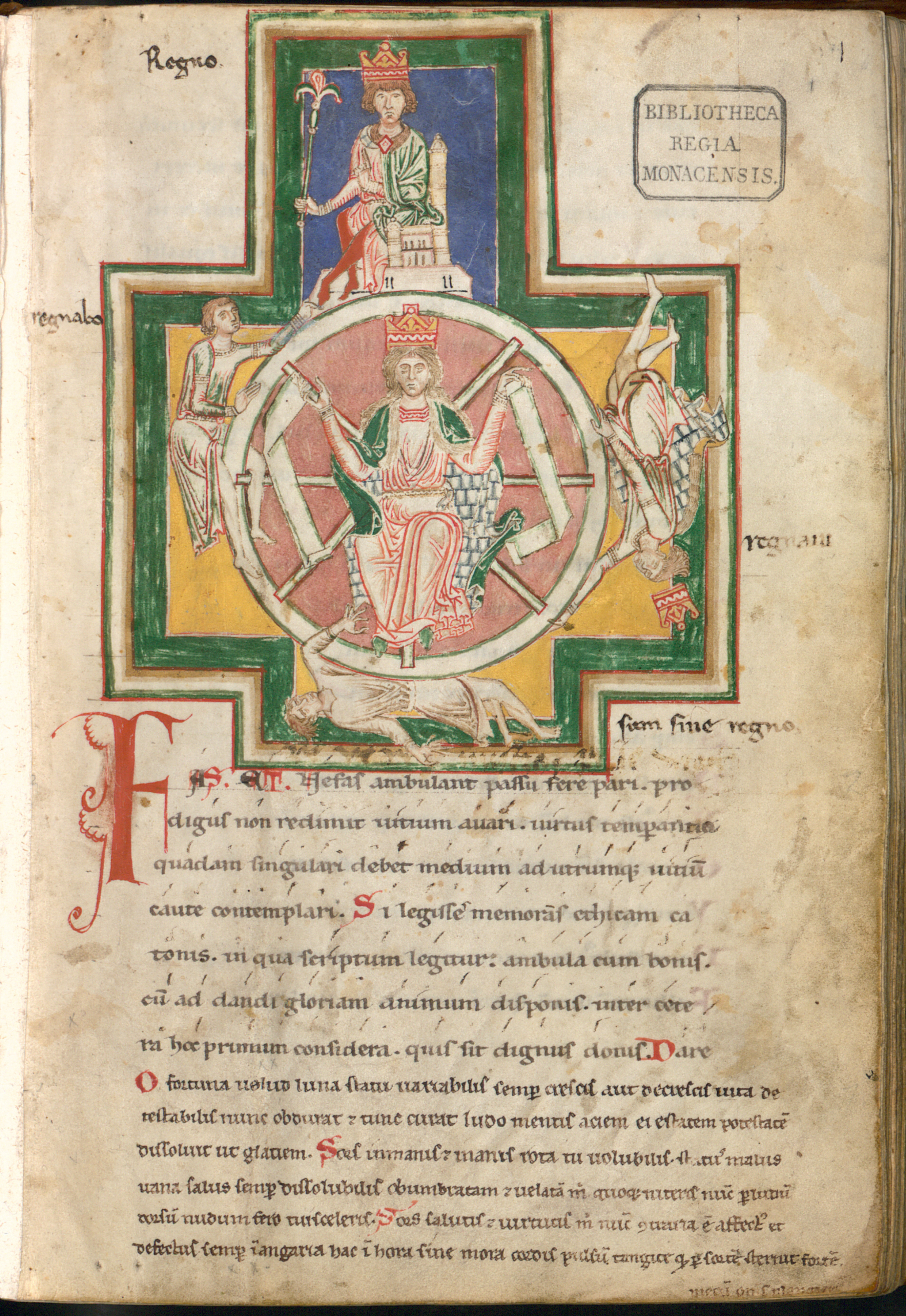
"O Fortuna", dal folio 1r del manoscritto dei Carmina Burana (Bayerische Staatsbibliothek Clm 4660).

O Fortuna (in italiano O sorte) è un testo poetico goliardico in latino medievale, il carme numero 17 della raccolta “Codex Latinus Monacensis 4660” nota come Carmina Burana. Il testo è composto da 36 versi e spiega come la sorte da favorevole possa diventare avversa, e che essa comandi su qualunque elemento. In questo caso "fortuna", nella lingua latina, va intesa nel suo significato neutro, quindi come "sorte".

## Testo e traduzione
velut luna

statu variabilis

semper crescis

aut decrescis

vita detestabilis

nunc obdurat

et tunc curat

ludo mentis aciem

egestatem

potestatem

dissolvit ut glaciem.

Sors inmanis

et inanis

rota tu volubilis

status malus

vana salus

semper dissolubilis

obumbrata[m]

et velata[m]

mihi quoque niteris

nunc per ludum

dorsum nudum

fero tui sceleris.

Sors salutis

et virtutis

mihi nunc contraria

est affectus

et defectus

semper in angaria

hac in hora

sine mora

cordis pulsum tangite

quod per sortem

sternit fortem

come la luna

(sei) variabile nel (tuo) stato,

sempre cresci

o decresci. 

La vita detestabile

prima opprime

e poi calma,

per gioco, una mente acuta;

la miseria,

la potenza,

dissolve come ghiaccio.

Sorte crudele

e vana,

tu ruota volubile,

stato incerto,

falsa prosperità

sempre dissolubile,

oscurata

e velata

anche su me stendi la tua ombra.

Ora per gioco

la schiena nuda

offro al tuo scempio.

La sorte, nella salute

e nella virtú

ora [è] a me contraria,

(ogni uomo) è (da te) colpito

e sconfitto,

sempre in schiavitú.

In questo momento,

senza indugio,

corde, percuotete il polso!

Poiché per sorte

(la Fortuna) prostra l'uomo forte,

con me tutti piangete!»

### Traduzione in italiano in rima
come la luna

costantemente variabile,

sempre cresci

o decresci,

vita detestabile!

La Fortuna or indurisce

ed or lenisce,

per giuoco, l'acutezza della mente;

indigenza

e potenza

dissolve come ghiaccio, indifferentemente.

Sorte immane

ed inane,

tu ruota volubile,

condizione aleatoria,

salute illusoria

sempre dissolubile,

obumbrata

e velata

pure me hai in tua possa.

Ora per ludo

il dorso nudo

offro alla tua percossa.

Destino di salute

e di virtute,

or mi sei nemico protervo.

Ogn’uom tormenti

ed annienti,

riduci in eterno servo.

In questo momento,

senza differimento,

le vostre corde percotete!

Poiché per sorte

la Fortuna prostra un forte,

con me tutti piangete!»